# Кубок европейских чемпионов по волейболу среди женщин 1982/1983
23-й розыгрыш Кубка европейских чемпионов по волейболу среди женщин проходил с 7 ноября 1982 по 13 февраля 1983 года с участием 23 клубных команд стран-членов Европейской конфедерации волейбола (ЕКВ). Финальный этап был проведён в Анкаре (Турция). Победителем турнира в 3-й раз в своей истории и в 3-й раз подряд стала советская команда «Уралочка» (Свердловск).

## Команды-участницы
| Страна       | Команда                            |                           |
| ------------ | ---------------------------------- | ------------------------- |
| Австрия      | «Блау-Гельб» (Вена)                | Чемпион Австрии 1982      |
| Албания      | «Динамо» (Тирана)                  | Чемпион Албании 1982      |
| Бельгия      | «Темсе» (Темсе)                    | Чемпион Бельгии 1982      |
| Венгрия      | «Тунгшрам» (Будапешт)              | Чемпион Венгрии 1982      |
| ГДР          | «Трактор» (Шверин)                 | Чемпион ГДР 1982          |
| Греция       | «Панатинаикос» (Афины)             | Чемпион Греции 1982       |
| Дания        | «КФУМ Хельсингёр» (Хельсингёр)     | Чемпион Дании 1982        |
| Израиль      | «Хапоэль» (Мерхавия)               | Чемпион Израиля 1982      |
| Испания      | «Корнелья» (Корнелья-де-Льобрегат) | Чемпион Испании 1982      |
| Италия       | «Олимпия Теодора» (Равенна)        | Чемпион Италии 1982       |
| Кипр         | АЭЛ (Лимасол)                      | Чемпион Кипра 1982        |
| Люксембург   | «Олимпик» (Люксембург)             | Чемпион Люксембурга 1982  |
| Нидерланды   | «Доккюм» (Доккюм)                  | Чемпион Нидерландов 1982  |
| Норвегия     | «Берген СИ» (Берген)               | Чемпион Норвегии 1982     |
| Португалия   | «Лейшойнш» (Матозиньюш)            | Чемпион Португалии 1982   |
| СССР         | «Уралочка» (Свердловск)            | Чемпион СССР 1982         |
| Турция       | «Эджзаджибаши» (Стамбул)           | Чемпион Турции 1982       |
| Финляндия    | «Песя Вейкот» (Йювяскюля)          | Чемпион Финляндии 1982    |
| Франция      | «Кламар» (Кламар)                  | Чемпион Франции 1982      |
| ФРГ          | «Лоххоф» (Унтершлайсхайм)          | Чемпион ФРГ 1982          |
| Чехословакия | «Славия» (Братислава)              | Чемпион Чехословакии 1982 |
| Швейцария    | «Уни» (Базель)                     | Чемпион Швейцарии 1982    |
| Швеция       | «Соллентуна» (Соллентуна)          | Чемпион Швеции 1982       |
| Югославия    | «Црвена Звезда» (Белград)          | Чемпион Югославии 1982    |

## Система проведения розыгрыша
В турнире принимали участие чемпионы 23 стран-членов ЕКВ. Соревнования состояли из 1-го раунда, 1/8 и 1/4 финалов плей-офф и финального этапа. Напрямую в 1/8 финала получили возможность заявить своих представителей страны, команды которых в предыдущем розыгрыше выступали в 1/4 плей-офф. Остальные участники 1/8 определялись в ходе 1-го раунда. В связи с отказом от участия в розыгрыше команд из Болгарии и Румынии, вакантные прямые места в 1/8 предоставлены командам из ГДР и Чехословакии.
Финальный этап состоял из однокругового турнира с участием четырёх победителей четвертьфинальных пар.

## 1-й раунд
6—14.11.1982
 «Берген СИ» (Берген) —  «Темсе»
1:3.
2:3 (4:15, 2:15, 15:10, 15:4, 12:15).
 «Лейшойнш» (Матозиньюш) —  «Хапоэль» (Мерхавия)
6 ноября. 3:0 (15:11, 15:0, 15:0).
13 ноября. 3:0.
 «Уни» (Базель) —  «Црвена Звезда» (Белград)
1:3.
0:3.
 «Блау-Гельб» (Вена) —  «Динамо» (Тирана)
Отказ «Блау-Гельба».
 «Эджзаджибаши» (Стамбул) —  «Корнелья» (Корнелья-де-Льобрегат)
3:0.
3:0.
 АЭЛ (Лимасол) —  «Панатинаикос» (Афины)
0:3.
2:3.
 «Кламар» —  «Олимпик» (Люксембург)
3:0.
3:0.
 «КФУМ Хельсингёр» —  «Песя Вейкот» (Йювяскюля)
3:2 (15:12, 4:15, 11:15, 15:7, 15:2).
2:3 (14:16, 15:10, 9:15, 15:11, 8:15). Общий счёт игровых очков по сумме двух матчей 121:118.
От участия в 1-м раунде освобождены:
| «Уралочка» (Свердловск) «Доккюм» «Лоххоф» (Унтершлайсхайм) «Олимпия Теодора» (Равенна) | «Тунгшрам» (Будапешт) «Соллентуна» «Трактор» (Шверин) «Славия» (Братислава) |

## 1/8 финала
4—12.12.1982
 «Уралочка» (Свердловск) —  «Темсе»
3:0.
3:0.
  «Лейшойнш» (Матозиньюш) — «Олимпия Теодора» (Равенна)
4 декабря. 0:3 (2:15, 3:15, 11:15).
12 декабря. 0:3 (1:15, 9:15, 2:15).
 «Тунгшрам» (Будапешт) —  «Црвена Звезда» (Белград)
4 декабря. 3:0.
11 декабря. 3:0 (15:10, 15:9, 15:12).
 «Динамо» (Тирана) —  «Эджзаджибаши» (Стамбул)
4 декабря. 3:0 (15:4, 15:3, 15:1).
12 декабря. 3:0 (15:12, 16:14, 15:8).
 «Славия» (Братислава) —  «Панатинаикос» (Афины)
4 декабря. 3:0 (15:0, 15:2, 15:2).
11 декабря. 3:0 (15:1, 15:0, 15:2).
 «Трактор» (Шверин) —  «Соллентуна»
3:0 (15:5, 15:3, 15:1).
3:0 (15:6, 15:12, 15:4).
 «Лоххоф» (Унтершлайсхайм) —  «Кламар»
3:0.
3:0.
 «Доккюм» —  «КФУМ Хельсингёр»
4 декабря. 3:0 (15:6, 15:4, 15:3).
12 декабря. 3:1.

## Четвертьфинал
11—19.01.1983
 «Уралочка» (Свердловск) —  «Олимпия Теодора» (Равенна)
3:2 (9:15, 13:15, 15:5, 15:11, 15:8).
3:1 (15:13, 15:7, 13:15, 15:9).
 «Динамо» (Тирана) —  «Тунгшрам» (Будапешт)
13 января. 1:3 (15:13, 4:15, 8:15, 7:15).
19 января. 0:3 (4:15, 3:15, 6:15).
 «Славия» (Братислава) —  «Трактор» (Шверин)
12 января. 3:0 (15:5, 15:10, 15:5).
19 января. 1:3 (10:15, 15:3, 13:15, 16:18).
 «Доккюм» (Нидерланды) —  «Лоххоф» (Унтершлайсхайм)
11 января. 0:3 (10:15, 11:15, 10:15).
18 января. 1:3 (5:15, 15:6, 8:15, 6:15).

## Финальный этап
11—13 февраля 1983.  Анкара.
Участники:
 «Уралочка» (Свердловск)

 «Тунгшрам» (Будапешт)

 «Лоххоф» (Унтершлайсхайм)

 «Славия» (Братислава)
Команды-участницы провели однокруговой турнир, по результатам которого определена итоговая расстановка мест.

### Результаты
| М | Команда                   | 1   | 2   | 3   | 4   | И | В | П | С/П | О |
| - | ------------------------- | --- | --- | --- | --- | - | - | - | --- | - |
| 1 | «Уралочка» (Свердловск)   |     | 3:1 | 3:0 | 3:0 | 3 | 3 | 0 | 9:1 | 6 |
| 2 | «Тунгшрам» (Будапешт)     | 1:3 |     | 3:0 | 0:3 | 3 | 1 | 2 | 4:6 | 4 |
| 3 | «Славия» (Братислава)     | 0:3 | 0:3 |     | 3:0 | 3 | 1 | 2 | 3:6 | 4 |
| 4 | «Лоххоф» (Унтершлайсхайм) | 0:3 | 3:0 | 0:3 |     | 3 | 1 | 2 | 3:6 | 4 |

«Славия» в таблице стоит выше «Лоххофа» по соотношению выигранных и проигранных очков во всех матчах — 0,827 у «Славии» против 0,752 у «Лоххофа».
11 февраля
 «Лоххоф» —  «Тунгшрам»
3:0 (15:11, 15:11, 15:5)
 «Уралочка» —  «Славия»
3:0 (15:7, 15:7, 15:9)
12 февраля
 «Славия» —  «Лоххоф»
3:0 (15:8, 15:7, 15:5)
 «Уралочка» —  «Тунгшрам»
3:1 (15:8, 15:11, 12:15, 15:5)
13 февраля
 «Уралочка» —  «Лоххоф»
3:0 (15:5, 15:9, 15:9)
 «Тунгшрам» —  «Славия»
3:0 (15:12, 15:5, 15:6)

### Итоги

#### Положение команд
| «Уралочка» (Свердловск)      |
| «Тунгшрам» (Будапешт)        |
| «Славия» (Братислава)        |
| 4. «Лоххоф» (Унтершлайсхайм) |

#### Призёры
«Уралочка» (Свердловск): Татьяна Белозёрова, Елена Волкова, Марина Вьялицына, Лариса Капустина, Татьяна Кафтайлова, Ирина Кириллова, Ольга Коновалова, Наталья Крылова, Галина Лебедева, Марина Липченкова, Надежда Орлова, Светлана Шахова. Тренер — Николай Карполь.
  «Тунгшрам» (Будапешт): Эржебет Варга-Палинкаш, Бернадетт Сийярто-Кёсеги, Эва Салаи-Шёбек, Агнеш Торма, Жужа Гальхиди, Вероника Кастнер, Палоташ, Сегеди, Фехер, Иллеш, Луция Банхедь-Радо. Тренер — Гиви Ахвледиани.
  «Славия» (Братислава):Эва Урбашкова, Анна Таллова-Дюмбалова, Дана Цуникова, Таня Роговска-Кремпаска, Яна Трнкова, Любица Варгова, Алена Латечкова, Эва Старовецка, Яна Дейова, Таня Лайчакова, Таня Заплеталова, Анка Мурова. Тренер — Владимир Ганчик.